# Damian Czykier
Damian Czykier (10 de agosto de 1992) es un deportista de Polonia que compite en atletismo. Ganó una medalla de bronce en el Campeonato Europeo de Atletismo por Equipos de 2021, en la prueba de 110 vallas.